# Сейлем (Массачусетс)
Се́йлем или Са́лем (англ. Salem) — город в округе Эссекс штата Массачусетс, до 1999 года — один из административных центров округа. Пригород Бостона, входит в агломерацию Большого Бостона.

## История
Сейлем — один из старейших городов Новой Англии, поселение было основано рыбаками в 1626 году юго-западнее полуострова Кейп-Энн. Назван в честь Иерусалима. Три года спустя в городе была организована первая в Новом свете церковь конгрегационалистов, в которой пастором служил Роджер Уильямс — основатель Род-Айлендской колонии.

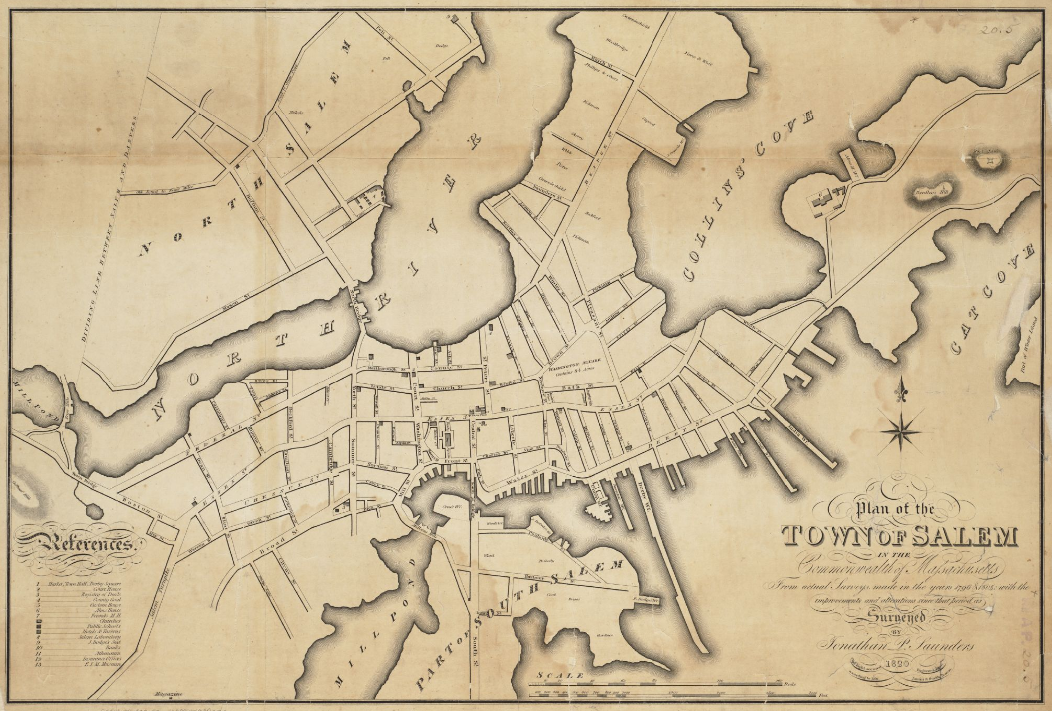
Карта Сейлема 1820 года

Старый Сейлем был известен строгостью своих пуританских нравов. Самым ярким проявлением пуританской нетерпимости стали расправы над «ведьмами», учинённые местными жителями в 1692—1693 годах. Главой города была объявлена охота на ведьм, она длилась около полутора лет. О нравах салемцев того времени повествует родившийся в этом городе писатель Натаниэль Готорн в своём романе «Алая буква» (1850).
В XVIII и XIX веках Сейлем был крупнейшим в Новой Англии центром морской торговли и судостроения.
Во время конфликтов с Англией становился центром каперской деятельности. Серьёзный удар по его благосостоянию нанесли разрыв торговых связей с Британией и чрезвычайно узкая гавань.
В 1914 году в городе произошёл крупный пожар.
Сегодня в городе развит туризм (приманкой для туристов служит мистический ореол вокруг исторического процесса над «салемскими ведьмами» — как наследие, в городе сейчас имеется около 15 тыс. «ведьм»).
В Салеме находится колледж Сейлем-Стейт, крупнейший в северо-восточном регионе штата (North Shore) государственный вуз.

## Демография
Население — 40 407 человек (2000), из которых 85,37 % — белые, 3,15 % — афроамериканцы, около 2 % жителей имеют азиатское происхождение.
24,2 % жителей — до 18 лет, 11,5 % — старше 65.
9,7 % горожан живут за чертой бедности.
| Год  | Население | ±        |
| ---- | --------- | -------- |
| 1635 | 900       | -        |
| 1765 | 4,427     | +391,9 % |
| 1776 | 5,337     | +20,6 %  |
| 1790 | 7,921     | +48,4 %  |
| 1800 | 9,457     | +19,4 %  |
| 1810 | 12,613    | +33,4 %  |
| 1820 | 12,731    | +0,9 %   |
| 1830 | 13,895    | +9,1 %   |
| 1840 | 15,082    | +8,5 %   |
| 1850 | 20,264    | +34,4 %  |
| 1860 | 22,252    | +9,8 %   |
| 1870 | 24,117    | +8,4 %   |
| 1880 | 27,563    | +14,3 %  |
| 1890 | 30,801    | +11,7 %  |
| 1900 | 35,956    | +16,7 %  |
| 1910 | 43,697    | +21,5 %  |
| 1920 | 42,529    | -2,7 %   |
| 1930 | 43,353    | +1,9 %   |
| 1940 | 41,213    | -4,9 %   |
| 1950 | 41,880    | +1,6 %   |
| 1960 | 39,221    | -6,4 %   |
| 1970 | 40,556    | +3,4 %   |
| 1980 | 38,220    | -5,8 %   |
| 1990 | 38,091    | -0,3 %   |
| 2000 | 40,407    | +6,1 %   |
| 2010 | 41,340    | +2,3 %   |
| 2020 | 43,226    | +4,6 %   |

## Достопримечательности
В Сейлеме сохранилось большое число старинных зданий колониальной и раннефедеральной эпохи:
- Дом ведьм (около 1670), в котором слушался процесс над ведьмами.
- Дом Пикеринга (1651) — самый старый в США дом, занимаемый одним и тем же семейством.
- Музей Готорна в доме, где он родился (построен около 1740 года).
- Дом о семи фронтонах (1668) — прославлен Готорном в одноимённом романе.
- Палладианские здания, спроектированные с 1780-х по 1810-е годы салемским городским архитектором Сэмюэлом Макинтайром.
- Деревня первопроходцев (Pioneer Village) — макет города в том виде, какой он имел в первые десятилетия своего существования.

Музей Пибоди, бывший Музей Пибоди в Сейлеме.

## Известные люди
В Сейлеме родились художница Фиделия Бриджес, художник-импрессионист Фрэнк Бэнсон и Стивен Генри Филлипс, юрист, политик, государственный деятель, генеральный прокурор штата Массачусетс.

## Галерея

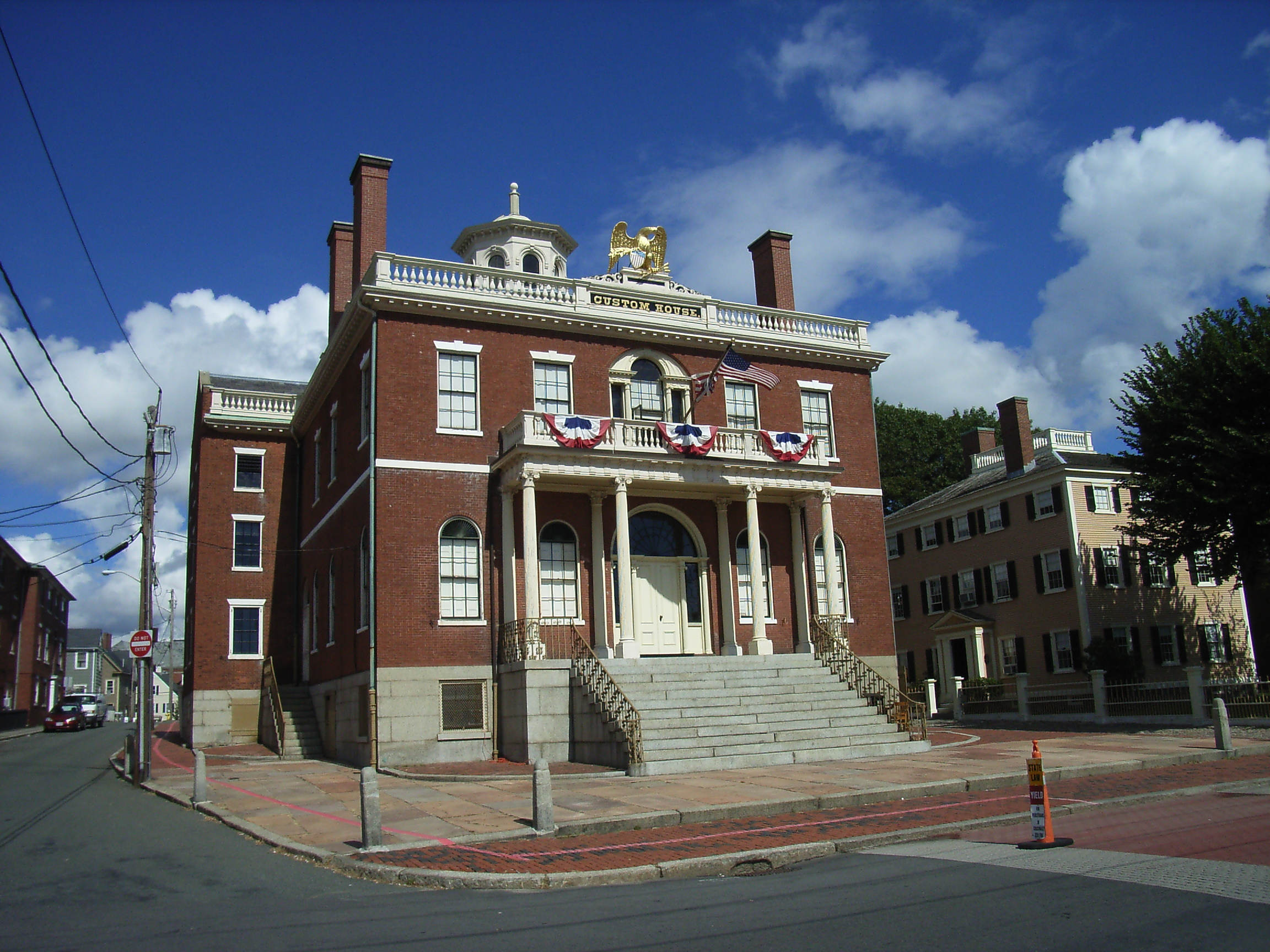
Таможня, в которой служил Натаниэл Готорн
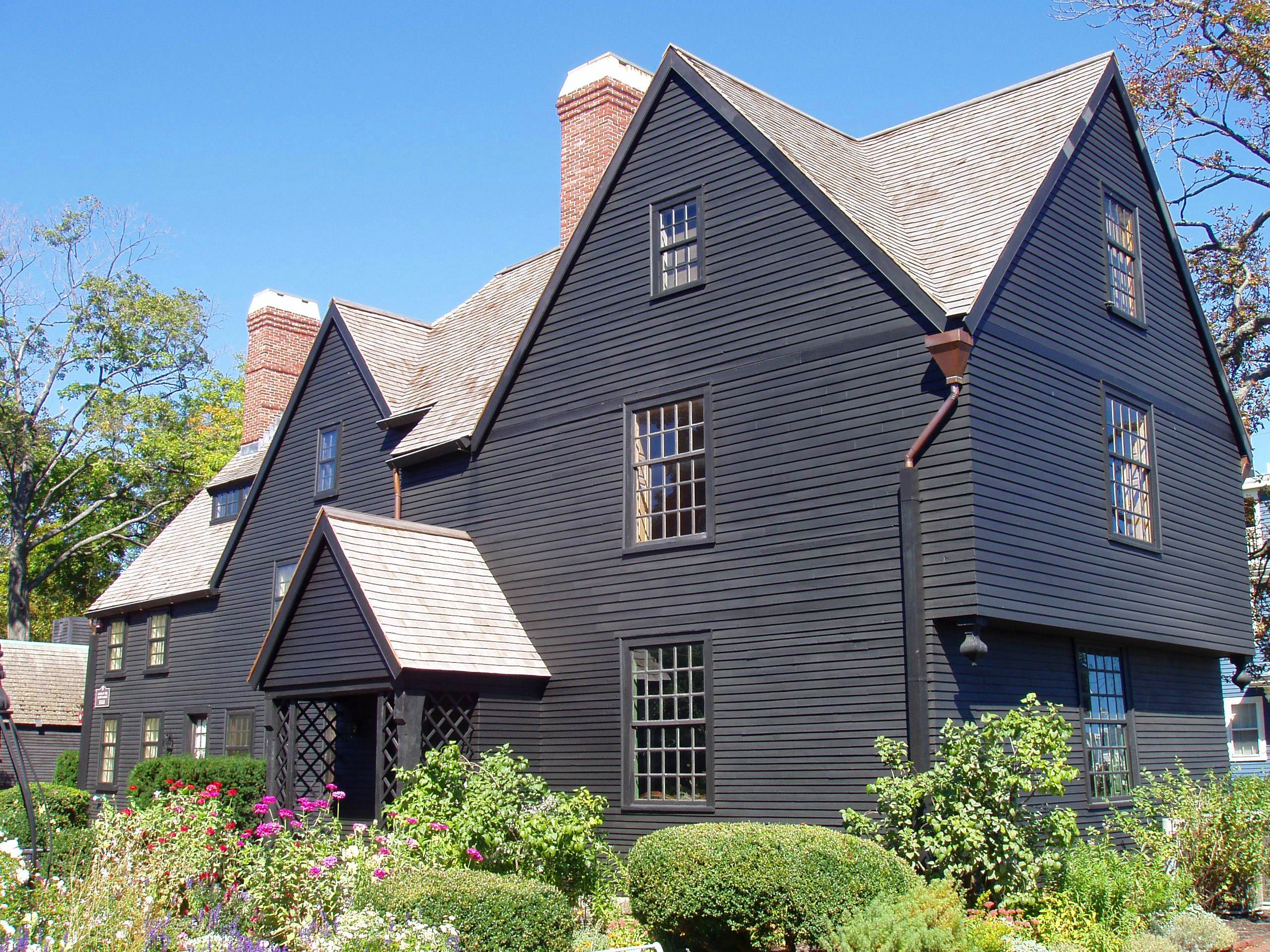
Дом о семи фронтонах
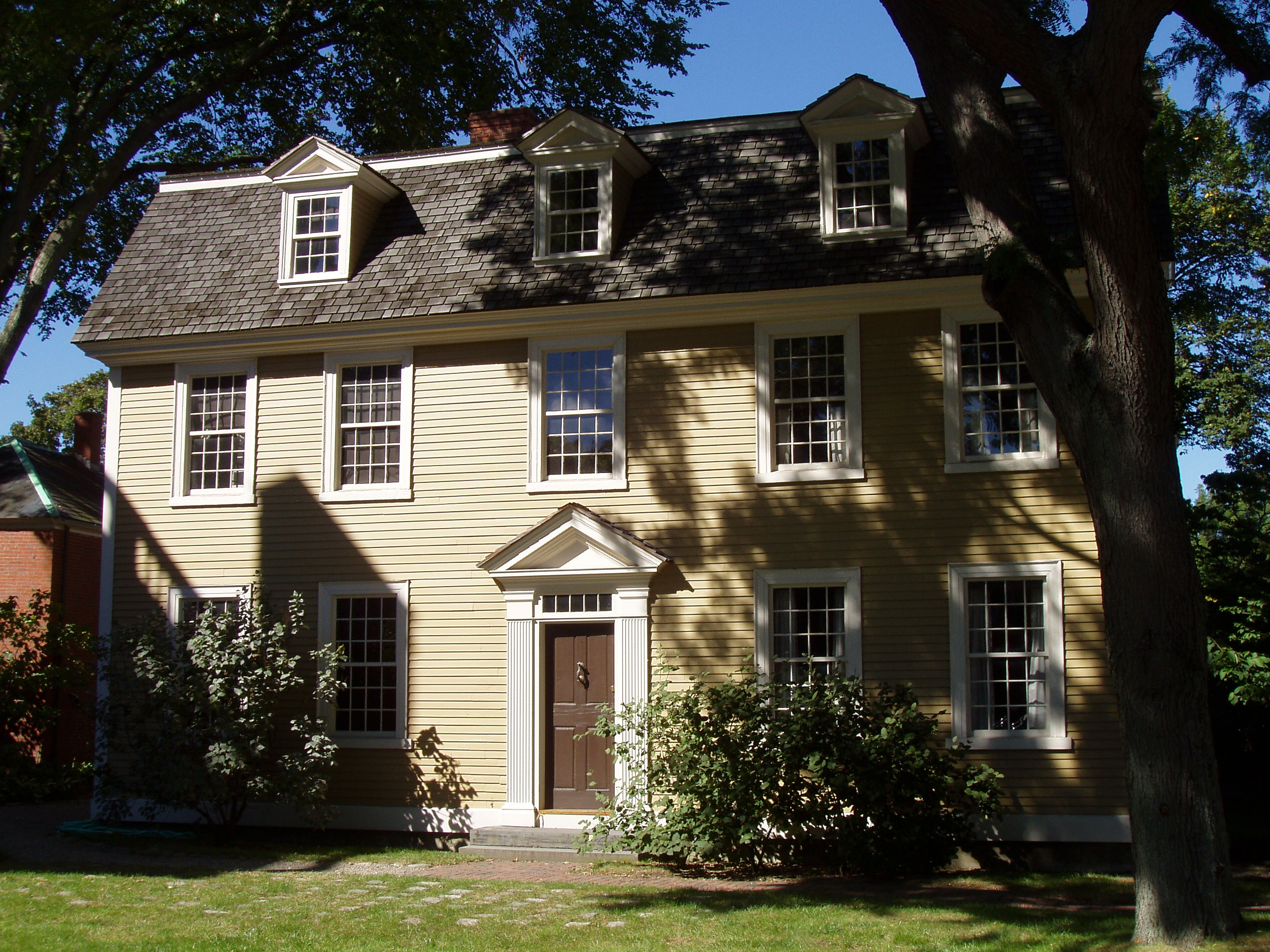
Дом Уильяма Бентли (около 1730 года)

## Города-побратимы
- Оровилл (англ. Oroville), Калифорния, США (с 2007)
- Ота (япон. 大田区), Токио, Япония (с 1991)